# Alfons Goop
Alfons Goop (15 de octubre de 1910, Schellenberg, Liechtenstein - Liechtenstein, Schaan, 25 de septiembre de 1993) fue un político liechtensteiniano y colaborador nacionalsocialista durante la Segunda Guerra Mundial. Fue el líder del Movimiento Nacional Alemán en Liechtenstein (VBDL), un partido político nacionalsocialista que intentó un golpe de Estado en 1939 e intentó forzar a Liechtenstein a formar parte del Tercer Reich, hasta la disolución del partido en 1945. También fue colaborador habitual del periódico del partido del VDBL, Der Umbruch.
Hasta 1943, el partido intentó reclutar a los habitantes de Liechtenstein en las Waffen-SS y obtener simpatía pública por la causa nacionalsocialista. En 1943, el Ministerio de Asuntos Exteriores de Alemania intentó forzar al VBDL a unirse a la Unión Patriótica, lo que molestó mucho a Goop, quien luego renunció como líder del partido.
Según los testimonios de la corte, fue miembro de las Waffen-SS hasta 1943. 
En 1946, Goop, junto con otras figuras de liderazgo de la VDBL fueron procesados por su colaboración. Goop fue condenado por alta traición y condenado a treinta meses de prisión. 
Murió en 1993 en Schaan.